# Heinrich-Stahl-Preis
Der Heinrich-Stahl-Preis wurde 1954 ins Leben gerufen. Er erinnert an Heinrich Stahl, den Vorsitzenden der Jüdischen Gemeinde zu Berlin von 1933 bis zu seiner Verschleppung 1942. Ausgezeichnet werden Persönlichkeiten, „die sich für Toleranz, Menschlichkeit und für außergewöhnliche Hilfe für die durch die NS-Schreckensherrschaft verfolgten jüdischen Menschen eingesetzt haben“. 
Der Preis war anfangs mit 2000 DM dotiert, heute ist er undotiert. Er wird in unregelmäßigen Abständen verliehen. Die Anregung für den Preis ging von Heinz Galinski aus. Die Verleihung findet im Regelfall am 19. April statt, dem Tag der Wiederkehr des Aufstandes im Warschauer Ghetto.

## Preisträger
- 1956 Joachim Lipschitz für seine Verdienste auf dem Gebiet der Wiedergutmachung. Den Geldpreis von 2000 DM stellte Lipschitz der Jüdischen Gemeinde zur Verfügung. Er sollte einem jüdischen Studenten ihrer Wahl zukommen, dessen Eltern in der NS-Zeit ermordet worden waren.[2]
- 1957 Raoul Wallenberg (in Abwesenheit)[3]
- 1958 „dem namenlosen nichtjüdischen Helden“. Der Geldpreis von 2000 DM bildete den Grundstock eines Fonds „Unbesungene Helden“ zur Unterstützung von Judenrettern[4]
- 1959 Ernst Schnabel
- 1960 Hans Scholz
- 1962 Albrecht Goes
- 1963 Matthias Walden
- 1967 Joseph Wulf
- 1970 Georg Ferdinand Duckwitz
- 1978 Else Blochwitz
- 1982 Axel Springer
- 1998 Paula Salomon-Lindberg
- 2001 Heinz Striek
- 2004 Hans Wall
- 2010 Albert Meyer, Hermann Simon

## Lesung der 55.696 Namen ermordeter Berliner Juden
Anlässlich des 61. Jahrestages des Aufstandes im Warschauer Ghetto und der Verleihung des Heinrich-Stahl-Preises 2004 an den Berliner Unternehmer Hans Wall für seinen „mutigen Kampf gegen Rassismus, Antisemitismus und Fremdenfeindlichkeit“ wurden die Namen der 55.696 ermordeten Berliner Juden verlesen. Diese Lesung, die alljährlich seit 1996 stattfindet, wurde 2004 anstatt am Wittenbergplatz aus Sicherheitsgründen in der Fasanenstraße durchgeführt.